# SA 8000
 (février 2023).
SA 8000 est un standard de responsabilité sociétale qui défend des conditions de travail décentes. Il permet aux entreprises de mieux communiquer avec ses parties prenantes. Il s'agit d'un code de conduite pour les entreprises, orienté sur les aspects sociaux du développement durable.

## Origine
SA 8000 a été conçue à la fin des années 1990 par le Council On Economic Priorities, une ONG américaine devenue aujourd'hui Social Accountability International (SAI) qui le développe et supervise.
Dominic A. Tarantino, président de Price Waterhouse décrivait SA 8000 en 1998 comme "le premier standard universel sur les informations éthiques... Il fournit un cadre commun pour les informations éthiques pour des compagnies de toute taille et de tout type, où que ce soit dans le monde. SA 8000 expose des mesures sur des problèmes tels que les droits des syndicats, l'utilisation du travail des enfants, les temps de travail, la santé et la sécurité au travail, et un salaire équitable."
Des guides détaillés sur l'implémentation et l'audit avec SA 8000 sont disponibles sur leur site web. SAI offre une formation sur SA 8000 et d'autres standards sur les conditions de travail pour les dirigeants, les employés et les auditeurs. Il gère aussi une agence d'accréditation (SAAS - Social Accounatability Accreditation Services) qui délivre des licences et supervise des organisations d'audit (et de formation à la norme) pour attribuer des certifications aux employeurs qui se conforment à SA 8000.
NB : l'ISO a défini un référentiel ISO 26000 sur la responsabilité sociétale (non certifiable et respectueux des normes du BIT pertinentes sur le domaine) publié fin 2010.

## Champ
SA 8000 est basée sur la déclaration universelle des droits de l'homme de l'ONU, sur la Convention internationale des droits de l'enfant, sur la Convention sur l’élimination de toutes les formes de Discrimination à l’égard des femmes et différentes conventions de l'Organisation internationale du travail (OIT).
SA 8000 couvre les domaines suivants de la responsabilité sociétale :
- Le travail des enfants
- Le travail forcé
- L'hygiène et la sécurité
- Les pratiques d'organisation
- La discrimination
- le droit de réunion et de parole (syndicats)
- Le temps de travail
- La rémunération
- Le système de gestion des ressources humaines

Cependant, ce standard ne traite pas des problèmes plus larges sur l'écologie (NB : ce domaine est traité par la norme internationale ISO 14001 ou par le règlement européen EMAS) ou la corruption, ou d'autres problèmes qui peuvent demander des restrictions de la part des consommateurs ou des dirigeants.
Cette norme est résolument orientée sur l'amélioration des conditions de travail.
C'est ainsi, que l'aspect Hygiène, Santé, et Sécurité s'appuie essentiellement sur les risques maîtrisés par l'entreprise pour préserver la santé et l'intégrité physique des travailleurs (formation à l'Hygiène et Sécurité, exercices d'évacuation, prise de conscience des risques liés au non port des Équipements de Protection Individuelle (EPI) adéquats aux risques du poste de travail et fournis gratuitement par l'entreprise).